# Tucapel
Tucapel is een gemeente in de Chileense provincie Biobío in de regio Biobío. Tucapel telde 14.134 inwoners in 2017 en heeft een oppervlakte van 915 km².